# Brisbane Roar FC
Brisbane Roar je profesionální australský fotbalový klub z města Brisbane, který v současnosti hraje australskou nejvyšší soutěž A-League.